# Eustema dara
Eustema dara är en fjärilsart som beskrevs av Druce 1894. Eustema dara ingår i släktet Eustema och familjen tandspinnare. Inga underarter finns listade i Catalogue of Life.